# Polycarbophil calci
Polycarbophil calci (INN) là một loại thuốc dùng làm chất ổn định phân. Về mặt hóa học, nó là một polymer tổng hợp của axit polyacrylic liên kết chéo với divinyl glycol, với calci là một ion phản.

## Sử dụng lâm sàng
Nó được sử dụng như chất ổn định phân để điều trị táo bón, tiêu chảy và khó chịu ở bụng. Thuốc nhuận tràng số lượng lớn hấp thụ chất lỏng trong ruột và sưng lên để tạo thành một phân mềm cồng kềnh. Khối cồng kềnh kích thích các cơ ruột, tăng tốc thời gian vận chuyển phân qua đại tràng. Kết quả thường xảy ra trong vòng 12 đến 72 giờ. Calci polycarbophil sẽ không hoạt động nếu không tăng lượng chất lỏng.
Calci polycarbophil đã được bán trên thị trường như là một thuốc không kê đơn được sử dụng để điều trị rối loạn chức năng ruột và là một tác nhân sản xuất hàng loạt.
Một nghiên cứu đã xem xét tác dụng của calci polycarbophil đối với các triệu chứng hội chứng ruột kích thích (IBS) nói chung. Mười bốn bệnh nhân bị tiêu chảy IBS và mười hai người mắc chứng táo bón IBS đã được cung cấp calci polycarbophil trong tám tuần và thời gian vận chuyển đại tràng của họ được đo bằng các dấu hiệu phóng xạ trong đại tràng. Các bệnh nhân bị tiêu chảy báo cáo nhu động ruột ít hơn, phân rắn hơn và giảm đau bụng. Bệnh nhân bị táo bón báo cáo đi tiêu thường xuyên hơn, phân lỏng hơn và ít đau hơn.
Dạ dày của con người có môi trường axit nhẹ do sự hiện diện của HCl. Polycarbophil hấp thụ khoảng mười lần trọng lượng nước của chính nó trong điều kiện axit, nhưng tỷ lệ sưng tăng rõ rệt ở mức trên 4.0 và đạt 70 lần trọng lượng ban đầu trong điều kiện trung tính pH. Sự sưng của polycarbophil không bị ảnh hưởng bởi thẩm thấu không ion, nhưng bởi cường độ ion, cho thấy sự giảm khi tăng cường độ ion. Các ion kim loại đơn trị như ion natri và kali trong dịch tiêu hóa không làm giảm sưng cân bằng của polycarbophil, nhưng các ion hóa trị hai như calci và magiê. Tuy nhiên, các ion calci chỉ làm giảm nhẹ sự cân bằng sưng trong điều kiện giàu natri.

Một đại diện khác: dư lượng axit polyacrylic được thể hiện bằng màu đỏ, dư lượng của divinyl glycol liên kết chéo (3,4-dihydroxy-1,5-hexadiene) có màu xanh lam.